# Бахши

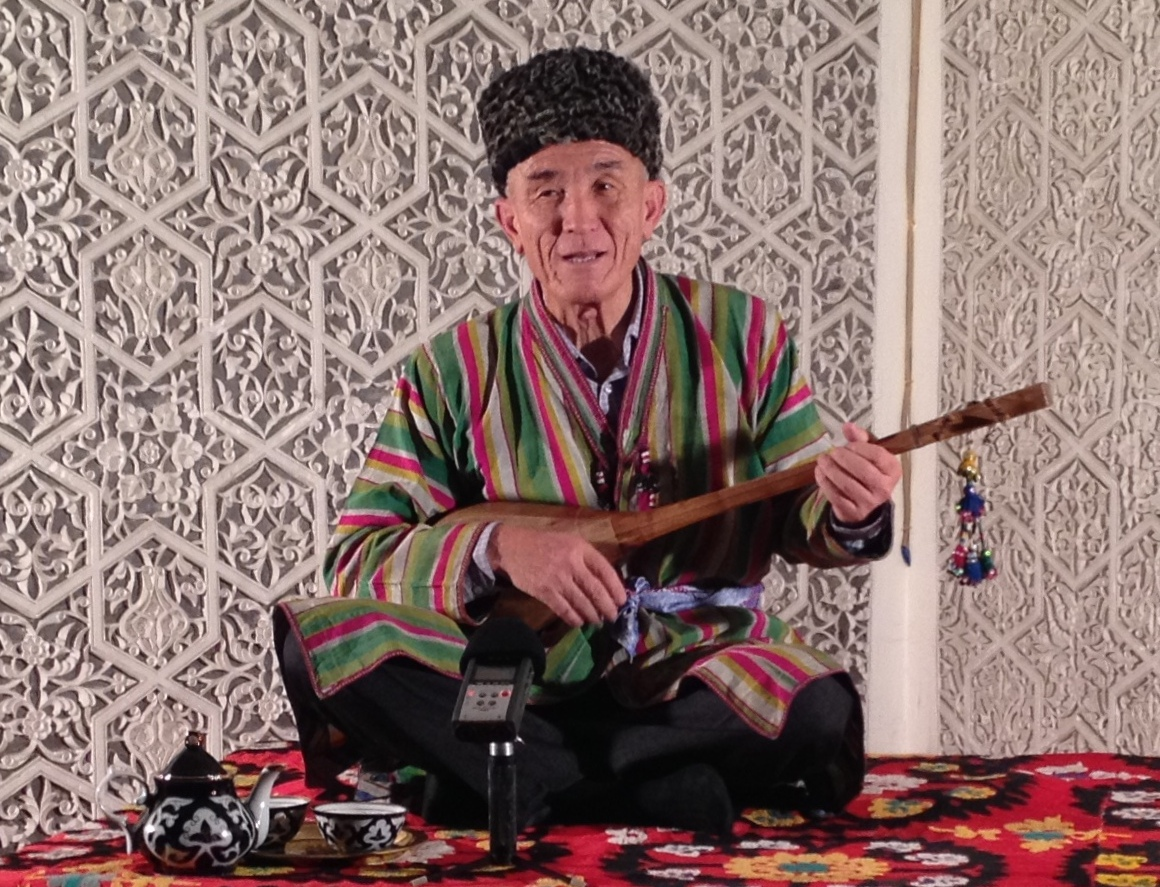
Узбекский бахши Абдуназар Поёнов рассказывает дастан (эпос) «Келиной» под аккомпанемент на домбре

Бахши́ (туркм. bagşy; узб. baxshi / бахши; каракалп. baxsı / бахсы; каз. бақсы; кирг. бакшы; баш. баҡсы) — народный певец, исполнитель фольклора у тюркских народов Средней Азии, обычно выступает на праздниках. Неотъемлемая часть бахши — дутар, струнный щипковый музыкальный инструмент с длинным грифом, двумя жильными или нейлоновыми струнами и грушевидным резонатором.
Другое значение — название шамана у народов Средней Азии. Сходно с «багчи», названием аналогичного служителя культа в монгольском языке.
В существовавшей системе обучения бахши значительное место отводилось поэтическим состязаниям.
Во время практически всеобщей безграмотности населения Средней Азии бахши являлись хранителями народной музыкальной и фольклорной традиции, а также распространяли классические произведения. После Октябрьской революции многие произведения, до этого существовавшие только в устной традиции, были записаны.
Во второе воскресенье сентября в Туркменистане отмечается День туркменского бахши.